# Ottavio Ottavi
Ottavio Ottavi (Sandigliano, 15 agosto 1849 – Casale Monferrato, 12 gennaio 1893) è stato un enologo italiano.

## Biografia
Figlio di Giuseppe Antonio, Ottavio Ottavi ha conseguito il diploma di professore di scienze agrarie presso la Scuola superiore di agricoltura di Portici.
Nel 1875 ha fondato il «Giornale vinicolo italiano», tra i primi periodici italiani specializzati in materia di enologia e viticoltura. Ha condiretto con il fratello Edoardo «Il Coltivatore» e diretto dal 1877, in sostituzione di Gaetano Cantoni, l'«Almanacco agrario».
È stato autore di diversi trattati e monografie di viticoltura, tra cui La viticoltura razionale, uscita nel 1880 fra i manuali della Hoepli, ed Enologia teorico-pratica del 1882, che ha registrato tredici edizioni. Ha composto anche un Inno ai Krumiri (1886), quale elogio del biscotto tipico casalese.
Nel 1895 è stata svelata a Casale Monferrato, alla presenza del ministro dell'agricoltura Augusto Barazzuoli, una targa in sua memoria, opera dello scultore Leonardo Bistolfi.